# Eliteserien i ishockey 1985-86
Eliteserien i ishockey 1985-86 var den 26. sæson af den bedste danske række i ishockey men den første under navnet Eliteserien. Det var samtidig turneringen om det 29. DM i ishockey arrangeret af Dansk Ishockey Union. Turneringen havde deltagelse af de syv bedste hold fra 1. division i ishockey 1984-85, og de syv hold spillede en firdobbelt-turnering alle-mod-alle, hvilket gav 24 kampe til hvert hold. Derefter gik de fire bedste hold videre til slutspillet om DM-medaljer, som blev spillet som en dobbeltturnering alle-mod-alle. Holdet, der endte på 7.-pladsen, rykkede direkte ned i 1. division, mens de sidste to hold spillede kvalifikation mod nr. 2 og 3 i 1. division om de sidste to pladser i den efterfølgende sæson i Eliteserien. 
Mesterskabet blev vundet af Rødovre Skøjte & Ishockey Klub, som dermed vandt DM-titlen for anden sæson i træk og fjerde gang i alt. Sjællænderne var kun blevet nr. 3 i grundspillet men vandt alle seks kampe i slutspillet. Placeringen af mesterskabet blev reelt afgjort i tredjesidste spillerunde, hvor Rødovre var på besøg i Esbjerg Skøjtehal, hvor den betydningsfulde kamp havde tiltrukket 3.428 tilskuere. Inden kampen havde begge hold 7 point i toppen af stillingen, så det lå i luften, at vinderen havde gode chancer for at sikre sig mesterskabet i de sidste kampe. Efter 25 minutters spil var hjemmeholdet foran med 4-0, men i kampens anden halvdel fik de kommende mestre udlignet til 4-4, og blot 26 sekunder før tid afgjorde Bent Hansen kampen til Rødovres fordel med sin scoring til 5-4.
Esbjergenserne måtte derfor nøjes med sølvmedaljerne, mens bronzemedaljerne blev vundet af Frederikshavn IK, som dermed vandt DM-medaljer for første gang. Indtil da havde frederikshavnernes bedste DM-placering været fjerdepladsen i sæsonen 1981-82.

## Resultater og stillinger

### Grundspil
De syv hold spillede en firdobbelt-turnering alle-mod-alle, hvilket gav 24 kampe til hvert hold. 
| \| Nr \| Hold \| K \| V \| U \| T \| Mf \| \| Mi \| +/- \| P \| \| -- \| ---------------- \| -- \| -- \| - \| -- \| --- \| - \| --- \| --- \| ------------------------------------ \| \| 1 \| Esbjerg IK \| 24 \| 16 \| 2 \| 6 \| 124 \| – \| 89 \| +35 \| 34Slutspil \| \| 2 \| Frederikshavn IK \| 24 \| 15 \| 4 \| 5 \| 122 \| – \| 81 \| +41 \| 34Slutspil \| \| 3 \| Rødovre SIK (M) \| 24 \| 14 \| 1 \| 9 \| 106 \| – \| 90 \| +16 \| 29Slutspil \| \| 4 \| Herlev IK \| 24 \| 12 \| 3 \| 9 \| 108 \| – \| 89 \| +19 \| 27Slutspil \| \| 5 \| Herning IK \| 24 \| 8 \| 4 \| 12 \| 104 \| – \| 111 \| −7 \| 20Kvalifikation \| \| 6 \| Vojens IK \| 24 \| 5 \| 3 \| 16 \| 70 \| – \| 120 \| −50 \| 13Kvalifikation \| \| 7 \| HIK \| 24 \| 3 \| 5 \| 16 \| 82 \| – \| 136 \| −54 \| 11Nedrykning til 1. division 1986-87 \| K: Kampe spillet, V: Vundne kampe, U: Uafgjorte kampe, T: Tabte kampe, Mf: Mål for, Mi: Mål imod, +/-: Måldifference, P: Point |                  |    |    |   |    |     |   |     |     |                                      |
| Nr | Hold             | K  | V  | U | T  | Mf  |   | Mi  | +/- | P                                    |
| 1 | Esbjerg IK       | 24 | 16 | 2 | 6  | 124 | – | 89  | +35 | 34Slutspil                           |
| 2 | Frederikshavn IK | 24 | 15 | 4 | 5  | 122 | – | 81  | +41 | 34Slutspil                           |
| 3 | Rødovre SIK (M)  | 24 | 14 | 1 | 9  | 106 | – | 90  | +16 | 29Slutspil                           |
| 4 | Herlev IK        | 24 | 12 | 3 | 9  | 108 | – | 89  | +19 | 27Slutspil                           |
| 5 | Herning IK       | 24 | 8  | 4 | 12 | 104 | – | 111 | −7  | 20Kvalifikation                      |
| 6 | Vojens IK        | 24 | 5  | 3 | 16 | 70  | – | 120 | −50 | 13Kvalifikation                      |
| 7 | HIK              | 24 | 3  | 5 | 16 | 82  | – | 136 | −54 | 11Nedrykning til 1. division 1986-87 |

De fire bedste hold gik videre til slutspillet, mens holdet, der sluttede på 7.-pladsen, HIK, rykkede direkte ned i 1. division efter fem sæsoner træk i den bedste række. Holdet blev erstattet af vinderen af 1. division, AaB.
Holdene, der sluttede på 5.- eller 6.-pladsen i grundspillet, Herning IK og Vojens IK spillede sammen med nr. 2 og 3 fra 1. division, Rungsted IK og Gladsaxe SF, i kvalifikationsspillet om de sidste to ledige pladser i Eliteserien i den efterfølgende sæson. Begge hold opnåede endnu en sæson i Eliteserien.

### Slutspil
Slutspillet om medaljerne havde deltagelse af de fire bedst placerede hold i grundspillet: Esbjerg IK, Frederikshavn IK, de forsvarende mestre fra Rødovre SIK og Herlev IK. De fire hold spillede en dobbeltturnering alle-mod-alle om mesterskabet, og holdene startede slutspillet med henholdsvis 3, 2, 1 og 0 point.
Slutspillet blev vundet af Rødovre SIK, som dermed sikrede sig klubbens fjerde Danmarksmesterskab i ishockey.
| \| Nr \| Hold \| K \| V \| U \| T \| Mf \| \| Mi \| +/- \| P \| \| -- \| ---------------- \| - \| - \| - \| - \| -- \| - \| -- \| --- \| -- \| \| 1 \| Rødovre SIK (M) \| 6 \| 6 \| 0 \| 0 \| 25 \| – \| 13 \| +12 \| 13 \| \| 2 \| Esbjerg IK \| 6 \| 3 \| 0 \| 3 \| 22 \| – \| 20 \| +2 \| 9 \| \| 3 \| Frederikshavn IK \| 6 \| 2 \| 0 \| 4 \| 17 \| – \| 19 \| −2 \| 6 \| \| 4 \| Herlev IK \| 6 \| 1 \| 0 \| 5 \| 16 \| – \| 28 \| −12 \| 2 \| K: Kampe spillet, V: Vundne kampe, U: Uafgjorte kampe, T: Tabte kampe, Mf: Mål for, Mi: Mål imod, +/-: Måldifference, P: Point |                  |   |   |   |   |    |   |    |     |    |
| Nr | Hold             | K | V | U | T | Mf |   | Mi | +/- | P  |
| 1 | Rødovre SIK (M)  | 6 | 6 | 0 | 0 | 25 | – | 13 | +12 | 13 |
| 2 | Esbjerg IK       | 6 | 3 | 0 | 3 | 22 | – | 20 | +2  | 9  |
| 3 | Frederikshavn IK | 6 | 2 | 0 | 4 | 17 | – | 19 | −2  | 6  |
| 4 | Herlev IK        | 6 | 1 | 0 | 5 | 16 | – | 28 | −12 | 2  |